# Втеча звірів (книга)
«Втеча звірів, або новий бестіа́рій» — це книга написана 1989 року Галиною Пагутяк. Видана 2006 року видавництвом «А-БА-БА-ГА-ЛА-МА-ГА». Автор книжки поєднує дві книги: перша — «Aphologia animalia» («На захист тварин»), а друга — «Книга Єдинорога». У книзі автор закликає до збереження природи і відображає пригоди Каспара і його подруги Доні. Галина Пагутяк рекомендує цю книгу як для малих, так і для дорослих.